# 山川拓馬
山川 拓馬（やまかわ たくま、2003年7月30日 - ）は、日本の陸上競技選手。長野県上伊那郡箕輪町出身。駒澤大学経営学部在学中。陸上競技部に所属し、専門種目は長距離走。

## 経歴
箕輪町立箕輪中学校、長野県上伊那農業高等学校出身。

### 大学時代

#### 大学1年次
2022年11月6日の第54回全日本大学駅伝で4区を担当し、三大駅伝初出場を果たす。3区・山野力から先頭で襷を受けると、1年生ながらいきなり区間賞を獲得する快走を見せた。駒大は3連覇を果たし、大会記録も4分以上更新した。
2023年1月2日、3日の第99回箱根駅伝では5区に出走。4区・鈴木芽吹から2位とわずか1秒差の1位で襷を受けると、2km手前から2位の青学大を一気に引き離し単独トップへ立つ。その後中央大に一時15秒差まで迫られたものの、そのまま逃げ切りトップでフィニッシュ。19年ぶり4回目となる往路優勝のゴールテープを切った。
翌日の復路でも5人全員が堅実な走りで2位・中央大との差を徐々に広げ、2年ぶり8回目の総合優勝（完全優勝）及び史上5校目となる大学駅伝三冠を達成した。
2月5日に行われた香川丸亀国際ハーフマラソンでは、1時間01分36秒のタイムで12位に入った。

#### 大学2年次
2023年10月9日の第35回出雲駅伝では3区を担当。区間2位の好走で2位との差を18秒広げる。駒大は2時間07分51秒の大会新記録で連覇を達成した。
11月5日の第55回全日本大学駅伝では8区に出走。トップで襷を受けると後続を全く寄せ付けない走りで区間賞を獲得し、4連覇のゴールテープを切った。
2024年1月2日、3日の第100回箱根駅伝では4区に出走し、トップと4秒差の2位で襷を受ける。だが序盤から苦しい走りとなり、青学大・佐藤一世に差を大きく広げられる。5区以降も差を詰めることができず総合2位（往路2位、復路2位）に終わり、連覇及び2年連続の三冠はならなかった。

#### 大学3年次
6月8日の第29回東海大学長距離競技会10000m3組に出場し2年次の箱根駅伝以来5か月ぶりにレースに復帰した。29分10秒72の組トップの走りで従来の自己ベストを1分以上更新した。
10月14日の第36回出雲駅伝では昨年に続き3区を担当。2年連続の日本人トップとなる区間2位の走りで順位を6位から2位に4つ上げ、4区の伊藤蒼唯にタスキリレー。駒澤大は最終6区で國學院大との優勝争いに敗れ、3連覇を逃した。
11月3日の第56回全日本大学駅伝では昨年に続き8区を担当し、青学大と2分37秒差の3位で襷を受ける。前半からハイペースで入り先頭との差を大きく詰めると、残り1kmで青学大・塩出翔太をかわして2位へ浮上。最終的に57分09秒（日本人歴代2位）の快走で区間賞を獲得したが、國學院大に28秒及ばず史上初の5連覇はならなかった。
2025年1月に開催された第101回箱根駅伝では1年時以来の5区を担当。順位こそ落とさなかったものの、先頭を走る青学大との差は大きく開き、3分16秒差の4位で往路を終える。山川自身も区間4位にとどまり、1年時からタイムを10秒落とした。駒澤大は青学大と2分48秒差の総合2位となったが、復路記録は青学大を28秒上回り新記録（5時間20分50秒）での復路優勝を果たした。

## 戦績・記録

### 大学三大駅伝戦績
| 学年               | 出雲駅伝                    | 全日本大学駅伝             | 箱根駅伝                          |
| ------------------ | --------------------------- | -------------------------- | --------------------------------- |
| 1年生 （2022年度） | 第34回 ― - ― 出場なし       | 第54回 4区-区間賞 33分41秒 | 第99回 5区-区間4位 1時間10分45秒  |
| 2年生 （2023年度） | 第35回 3区-区間2位 24分20秒 | 第55回 8区-区間賞 58分10秒 | 第100回 4区-区間6位 1時間02分32秒 |
| 3年生 （2024年度） | 第36回 3区-区間2位 23分52秒 | 第56回 8区-区間賞 57分09秒 | 第101回 5区-区間4位 1時間10分55秒 |

## 自己ベスト
- 5000m - 13分56秒92（2023年7月15日：第2回富士裾野トラックミート）
- 10000m - 28分36秒98（2024年7月14日：関東学生網走夏季記録挑戦競技会）
- ハーフマラソン - 1時間01分36秒（2023年2月5日：第75回香川丸亀国際ハーフマラソン）